# منطقه حفاظت‌شده ماداتپه
منطقه حفاظت‌شده ماداتپه (به لاتین: Madatapa Managed Reserve) یک منطقه حفاظت‌شده در گرجستان است.